# Manwath
Manwath là một thành phố và là nơi đặt hội đồng đô thị (municipal council) của quận Parbhani thuộc bang Maharashtra, Ấn Độ.

## Nhân khẩu
Theo điều tra dân số năm 2001 của Ấn Độ, Manwath có dân số 29.218 người. Phái nam chiếm 51% tổng số dân và phái nữ chiếm 49%. Manwath có tỷ lệ 63% biết đọc biết viết, cao hơn tỷ lệ trung bình toàn quốc là 59,5%: tỷ lệ cho phái nam là 73%, và tỷ lệ cho phái nữ là 53%. Tại Manwath, 15% dân số nhỏ hơn 6 tuổi.